# Werner Lorenz
Pour les articles homonymes, voir Lorenz.
Werner Lorenz né le 2 octobre 1891 à Grünhof, arrondissement de Schlawe-en-Poméranie (de) et mort le 13 mars 1974 à Hambourg est un officier SS-Obergruppenführer qui dirigea de 1937 à 1945 la Hauptamt Volksdeutsche Mittelstelle (en français Agence de liaison des Allemands de souche).

## Carrière
Fils d'un garde forestier, il entre en 1909 dans une école militaire. Il sert pendant la première guerre mondiale comme officier de cavalerie puis devient pilote dans la Luftstreitkräfte. Après guerre il travaille comme garde frontalier puis fermier. Il achète une usine à Dantzig.
En 1929 il adhère au parti nazi puis rejoint la SS en 1931. En 1933 il devient membre du Landtag de l'État libre de Prusse. Promu SS-Gruppenführer en novembre il commande la division supérieure SS Nord de 1934 à 1937. En 1937 il est directement nommé par Adolf Hitler pour diriger la VoMI, l'agence de liaison des Allemands de souche (Volksdeutsche). Le 14 octobre 1942 Heinrich Himmler lui écrit pour l'informer que 200 000 allemands de souche d'Ukraine, Transnistrie et du Gouvernement Général vont recevoir des milliers de vêtements pris aux juifs exterminés dans les camps d'extermination, vêtements transportés dans 211 wagons de marchandises. En 1942 il est blessé dans un accident de voiture en Bosnie alors qu'il supervise le rapatriement des allemands de souche de la région vers le Reich.
Il est capturé après guerre, emprisonné en Angleterre puis est jugé et condamné au Tribunal de Nuremberg à 20 ans de prison le 10 mars 1948. Sa peine est réduite en 1951 à 15 ans de détention. Il est relâché en 1955. Il meurt à Hambourg en 1974.